# Kuriatstimme
Kuriatstimme (lateinisch curia – Kurie, Versammlung) ist eine Stimme, die sich bei einer Wahl oder Abstimmung, mehrere Stimmberechtigte teilen und die diese nur geschlossen abgeben können. Sofern nicht Einstimmigkeit unter ihnen besteht, müssen sich die Stimmberechtigten über ihr gemeinsames Votum also zunächst einigen.
Historisch bedeutsamstes Beispiel für Kuriatstimmen sind die Voten, die von einer Kurie auf dem frühneuzeitlichen Reichstag oder bei Landtagen geschlossen abgegeben werden konnten. Dies betraf einige „niedere“ Gruppen von Reichsständen: Die einfachen Prälaten, eingeteilt in eine rheinische und schwäbische Prälatenbank, hatten z. B. auf den Reichstagen im Heiligen Römischen Reich zwei Kuriatstimmen. Auch die Grafen und die nach 1582 gefürsteten Grafen hatten im Reichsfürstenrat insgesamt nur vier Kuriatstimmen, aufgeteilt in eine fränkische, schwäbische, westfälische und wetterauische Grafenbank.
In der Bundesversammlung des Deutschen Bundes wurden die kleineren Bundesstaaten und die freien Städte bei Abstimmungen im Engeren Rat ebenfalls zu mehreren Gesamtstimmen, die nur als Kuriatstimme abgegeben werden konnten, zusammengefasst.
Der Gegensatz zur Kuriatstimme ist die Virilstimme.